# Cor de Cambra de la Diputació de Girona
El Cor de Cambra de la Diputació de Girona va ser fundat l'any 2003. La seva intenció era treballar amb el repertori a cappella i amb el repertori amb orquestra. Inicialment va ser dirigit per Lluís Caballeria, posteriorment per Montserrat Meneses, Pablo Larraz i actualment és dirigit per Isabel Mantecón. També han actuat sota la batuta de Xavier Puig.
Al llarg de la seva trajectòria han incorporat al seu repertori polifonies del Renaixement, obres contemporànies de Jazz, musicals i obres del repertori per coral clàssic com Bach, Mozart i Bernstein. Destaca, entre d'altres, la interpretació de El Messies (Handel), Chichester Psalms (L. Bernstein), Membra Jesu Nostri (Buxtehude), Requiem Alemany de (Brahms),Valsos Amorosos (Brahms), Magnificat i Gloria (Vivaldi), Vespres Solemnes de Confessore (Mozart), Rèquiem (Mozart), Passió segons Sant Joan (Bach) i Motets (Bach).
Ha actuat amb el Cor de l'Auditori de Lleida, l'Orquestra Simfònica del Vallès, Ensemble Méridien i l'Orquestra de Girona; i amb els solistes: Assumpte Mateu, Mireia Pintó, Elena Copons, Francisco Poyato, Marta Mathéu, Juan de la Rubia, Urko Larrañaga.